# 2 juin dans les chemins de fer
2 mai 2 juillet
Chronologies thématiques
- Croisades
- Sports
- Disney

Cette page concerne les événements qui se sont déroulés un 2 juin dans les chemins de fer.

## Événements

### XIXesiècle
- 1881 : au Mexique, dans le Morelos, chute d'un train dans une rivière près de Cuautla qui fait environ 200 morts[1].
- 1895 : en France, mise en service de la section Prades-Villefranche du chemin de fer de Prades à Olette (compagnie du Midi).

### XXesiècle
- 1906 : en France, mise en service de la ligne 5 sur le tronçon Gare d'Austerlitz (appelée Gare d'Orléans à l'époque) - Place d'Italie.

- 1917 : en France, mise en service du raccordement entre La Nouvelle-gare et La Nouvelle-port (compagnie du Midi).
- 1957 : 
  - en France, mise en service des premières circulations de trains internationaux sous le label Trans-Europ-Express, qui seront remplacés en 1987 par des trains EuroCity.
  - entre l'Italie et la France, mise en service du TEE Mont-Cenis entre Milan et Lyon.
  - Norvège, mise en service de la ligne de Leangen entre Marienborg et Leangen.

### XXIesiècle
- 2003 : au Sénégal, une société anonyme dénommée le Petit train de banlieue (PTB) est constituée pour exploiter le service de banlieue Dakar-Rufisque.
- 2023 : en Inde, une collision impliquant trois trains survient à côté de Balasore dans l'État d'Odisha, 275 personnes sont tuées et 1 175 autres blessées[2].